# Mipham Yoezer Gurung
Mipham Yoezer Gurung (* 24. Dezember 1999) ist ein bhutanischer Leichtathlet, der sich auf den Sprint spezialisiert hat.

## Sportliche Laufbahn
Erste Erfahrungen bei internationalen Meisterschaften sammelte Mipham Yoezer Gurung im Jahr 2018, als er bei den U20-Weltmeisterschaften in Tampere mit 12,05 s in der ersten Runde im 100-Meter-Lauf ausschied. 2022 startete er dank einer Wildcard über diese Distanz bei den Weltmeisterschaften in Eugene und kam dort mit 11,86 s nicht über die Vorausscheidungsrunde hinaus.
2019 wurde Gurung bhutanischer Meister im Hochsprung.

## Persönliche Bestleistungen
- 100 Meter: 11,86 s (+0,5 m/s), 15. Juli 2022 in Eugene
- Hochsprung: 1,88 m, 20. Juli 2019 in Thimphu (bhutanischer Rekord)